# Clasificación Noongar
La Clasificación Noongar es el método de clasificación en la ley tribal en el cual los noongar, aborígenes australianos, aplican restricciones a la endogamia.
Según algunas publicaciones y estudios realizados en el área, la clasificación Noongar se divide en 4 diferentes tipos siendo estos:
- Tipo "Pert"
- Tipo "Bibelmen"
- Tipo "Nyakinyaki"
- Tipo "Wudjari"